# Miodrag Kojadinović

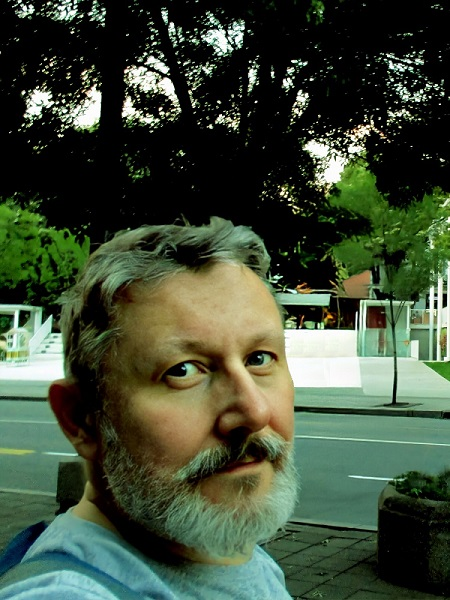
Miodrag Kojadinović

Miodrag Kojadinović (* 1961 in Negotin, Serbien, damals Föderative Volksrepublik Jugoslawien) ist ein kanadischer Schriftsteller, Dichter und Genderforscher.

## Leben
Er studierte und recherchierte in Serbien, Kanada, den Niederlanden, Norwegen und Ungarn und lehrte vor allem in Serbien und China (Festland und Macau).
Er schreibt in, und übersetzt zwischen, mehreren Sprachen, meistens Englisch und Serbisch.
In seiner anderen Sammlung von Kurzgeschichten, Under Thunderous Skies (2015) geht es um einen Chinesen und einen Nicht-Chinesen, die sich treffen und gegenseitig (miss)verstehen.

## Auszeichnungen
- 2016: Lambda Literary Award für seine Sammlung von Kurzgeschichten Érotiques Suprèmes[6]